# Gabriel Badilla
Gabriel Badilla Segura (Tibás, 30 de junio de 1984 - Santa Ana, 20 de noviembre de 2016) fue un futbolista costarricense cuya carrera cubrió un poco más de quince años.
Badilla desarrolló los primeros siete años de su carrera deportiva en el Deportivo Saprissa, donde hizo su debut con el primer equipo el 4 de diciembre de 2001, con 17 años. Con el conjunto saprissista, Gabriel ganó las ligas de Primera División costarricense en nueve ocasiones y en una oportunidad las competencias de la Copa Interclubes de la UNCAF, Copa de Campeones de Concacaf y el Torneo de Copa. En diciembre de 2005 fue partícipe del histórico tercer puesto del Mundial de Clubes, en la cual su club ha sido el único centroamericano en alcanzarlo. Luego pasó a ser parte del New England Revolution de la Major League Soccer, donde no logró títulos. Se retiró con el Saprissa el 26 de junio de 2016.
Destacó por su capacidad en la defensa y en las coberturas. Además, fue considerado como uno de los mejores de su país en la posición que desempeñó.
En el fútbol internacional, Badilla hizo su debut con la Selección de Costa Rica el 19 de junio de 2005, a la edad de 20 años. Hizo 24 apariciones, anotó un gol y disputó la Copa Mundial de 2006 y en dos veces la Copa Oro de la Concacaf.

## Trayectoria
Comenzó su carrera en las ligas menores del Deportivo Saprissa y posteriormente debutó con ese mismo equipo en primera división en el año 2001 junto a otros compañeros del Deportivo Saprissa que participaron en el Mundial Infantil Trinidad y Tobago 2001 como Armando Alonso, Cristián Bolaños, Randall Azofeifa y Saúl Phillips. Él es un joven veloz y fuerte que se desenvuelve como defensa central, pero tiene facilidad para jugar por ambas bandas como defensa o volante central. Es recio y artero. Va bien arriba e impone su presencia en ambas áreas. Es dueño de una buena técnica. 
Pese a su edad, posee una buena trayectoria: Ha participado ya por seis temporadas en el Campeonato de Primera División costarricense, participó en el Mundial Infantil Trinidad & Tobago 2001, fue convocado para el Mundial Mayor Alemania 2006 y formó parte del proceso eliminatorio con miras al Mundial Mayor Sudáfrica 2010.
A nivel de clubes tuvo una destacada participación en el Mundial de Clubes FIFA Japón 2005 con el Deportivo Saprissa, obteniendo el tercer puesto.
En el 2008 fue fichado por el New England Revolution de la MLS de Estados Unidos. Pero una lesión muy grave lo relegó a solo jugar 7 partidos con los estadounidenses en casi 2 años. Badilla ha vuelto al Deportivo Saprissa para el torneo de invierno 2010.
El 12 de junio de 2013, se hizo público que Badilla tenía un tumor benigno en el corazón y que se retiraba por seis meses del fútbol. El 14 de junio se informó de que sería operado al día siguiente. La intervención fue exitosa y se anunció que podría regresar a las cancha hacia finales del 2013. Regresó a la acción en la jornada 2 del Campeonato de Verano 2014, en la que su club enfrentó a la Universidad de Costa Rica en condición de local. Badilla en esa oportunidad ingresó de cambio al minuto 59' por Ariel Rodríguez, y el resultado acabó con victoria de 1-0. Al término de esta competencia de liga, su conjunto se adjudicó con el título número «30». Asimismo, se coronó campeón de los torneos de Invierno 2014 y 2015. El 8 de abril de 2016, el defensor anunció su retiro definitivo del deporte y su encuentro de despedida se realizó el 26 de junio. En este compromiso, anotó en dos oportunidades desde el punto de penal para la victoria de su equipo 5-4, sobre un combinado de amigos. Poco después se conoció que seguiría vinculado al conjunto morado, pero en el área de mercadeo.

## Muerte
El 20 de noviembre de 2016, Badilla competía en una carrera de atletismo de calle en Lindora, Santa Ana, cuando se desvaneció a pocos metros de llegar a la meta. Murió minutos después de un paro cardiorrespiratorio, al no responder a las maniobras de reanimación. Tenía 32 años.

## Selección nacional
Fue internacional con la Selección de Costa Rica, con la que jugó 27 partidos, y ofreciendo una anotación. 

### Participaciones en Copas del Mundo
| Mundial                        | Sede     | Resultado    |
| ------------------------------ | -------- | ------------ |
| Copa Mundial de Fútbol de 2006 | Alemania | Primera fase |

### Participaciones internacionales
| Mundial                         | Sede           | Resultado   |
| ------------------------------- | -------------- | ----------- |
| Copa de Oro de la Concacaf 2005 | Estados Unidos | 4° de final |
| Copa de Oro de la Concacaf 2007 | Estados Unidos | 4° de final |

## Clubes
| Club                   | País           | Año         |
| ---------------------- | -------------- | ----------- |
| Deportivo Saprissa     | Costa Rica     | 2001 - 2008 |
| New England Revolution | Estados Unidos | 2008 - 2010 |
| Deportivo Saprissa     | Costa Rica     | 2011 - 2016 |